# Långtjärnen (Anundsjö socken, Ångermanland, 704972-157305)
Långtjärnen är en sjö i Örnsköldsviks kommun i Ångermanland och ingår i Ångermanälvens huvudavrinningsområde.